# Anatoli Parov
Anatoli Vasílievich Parov (del ruso: Анатолий Васильевич Паров) (Moscú, 17 de septiembre de 1956 - ibídem, 28 de septiembre de 2013) fue un futbolista profesional ruso que jugaba en la demarcación de defensa.

## Biografía
Anatoli Parov debutó como futbolista profesional con el FC Dinamo Moscú en 1975 a los 19 años de edad. Con el club llegó a ganar en 1976 la Primera División de la Unión Soviética, y un año más tarde la Copa de la Unión Soviética y la Supercopa de la URSS. Posteriormente fue traspasado al FC Lokomotiv Moscú cuatro años más tarde al Moscú. Ya en 1985 fichó por el FC Tobol Kurgan, donde finalizó su carrera como futbolista en 1991.
Anatoli Parov falleció el 28 de septiembre de 2013 a los 57 años de edad

## Selección nacional
Anatoli Parov jugó para la selección de fútbol de la Unión Soviética un total de dos veces. Hizo su debut en un partido amistoso contra Argentina, partido que acabó con empate a cero. Su segundo y último partido con la selección fue contra Brasil.

## Clubes
| Club               | País            | Año       | Partidos | Goles |
| ------------------ | --------------- | --------- | -------- | ----- |
| FC Dinamo Moscú    | Unión Soviética | 1975-1980 | 75       | 0     |
| FC Lokomotiv Moscú | Unión Soviética | 1980-1984 | 66       | 0     |
| FC Moskvitch       | Unión Soviética | 1984-1985 |          |       |
| FC Dinamo Kashira  | Unión Soviética | 1985      | 29       | 0     |
| FC Tobol Kurgan    | Unión Soviética | 1985-1991 | 99       | 7     |

## Palmarés
FC Dinamo Moscú
- Primera División de la Unión Soviética: 1976
- Copa de la Unión Soviética: 1977
- Supercopa de la URSS: 1977